# 데빈 (음악가)
데빈(Devin Lee, 본명: 이한범)은 대한민국의 록 기타리스트이다.
2000년 신해철이 결성한 록 그룹 비트겐슈타인(Wittgenstein)의 기타리스트로 데뷔한 후, 2003년에 재결성 된 록 밴드 넥스트(N.EX.T)에 합류하여 2장의 음반에 참여하였다. 신해철과는 약 6년(2000~2006)정도 함께 활동했다.
이후 2008년 록밴드 닥터코어911(Dr.Core 911)에 합류하였고, 2012년에는 프로젝트 그룹 OK PUNK!에 참여하였다. 2010년 KBS 드라마 스페셜 연작 시리즈 《락 락 락》에 기타리스트 신대철 역으로 출연했으며, KBS 2TV 《탑밴드 2》에 록 그룹 트랜스픽션(Trans Fixion)의 객원 기타리스트로 출연하였다.

## 학력
- 미국 리버델 고등학교 (River Dell High School)
- 미국 러트거스 대학교 (Rutgers University) 대학원

## 이력

### 90년대
- Love Milk (1990-1992, Funk Rock)
- Passion Green (1993-1996, Grunge)
- Kreon (1996-1997, Hard Rock)
- LU (1998-1999, Alternative Pop/Rock)

### 2000년 이후
- 비트겐슈타인 (Wittgenstein) (2000~2001)
- 넥스트 (N.EX.T) (2002~2006)
- 닥터코어911 (2008~현재)
- OK PUNK! (2012)

## 디스코그래피

### 활동음반
- 비트겐슈타인 Theatre Wittgenstein : Part 1-A Man's Life (2000)
- 넥스트 5집 《The Return of N.EX.T Part 3: 개한민국》 (2004)
- 넥스트 5.5집 The 2nd fan service: ReGame? (2006)
- 닥터코어 911 2집 Eat or Be Eaten (2008)
- 닥터코어 911 2.5집 The Escape (2009)
- OK PUNK! 싱글 Ugly (2012.01)
- OK PUNK! EP OK PUNK! (2012.02)

### 참여 음반
- 들국화 헌정 음반 《A Tribute To 들국화》 (2001.02)
- 박노해 헌정 음반 《박노해 시인 노동의 새벽 20주년 헌정 음반》 (2004.12)
- 《조폭마누라3 O.S.T》 (2006)

## 뮤지컬
- 2012년 《오디션》
- 2015년 《곤, 더 버스커》